# Charles Ellet Jr.
Charles Ellet Jr. (1 de enero de 1810 - 21 de junio de 1862) fue un ingeniero estadounidense que diseño canales, puentes colgantes y ferrocarriles. Diseñó el Puente Colgante de Wheeling sobre el río Ohio que fue en su inauguración en 1849 el puente colgante más largo del mundo. Publicó varios libros sobre temas diversos, entre ellos teoría económica, construcción de puentes colgantes, construcción de ferrocarriles y control de inundaciones. Participó en la guerra de Secesión en el bando de la Unión con el grado de coronel, dirigiendo la flota del Misisipi. Sus barcos dotados de arietes desempeñaron un importante papel en la victoria naval de la Unión en la primera batalla de Memphis, pero resultó herido durante el combate, falleciendo poco después.